# Gewone koningsslang
De gewone koningsslang of kettingslang (Lampropeltis getula) is een slang uit de familie toornslangachtigen en de onderfamilie Colubrinae.

## Naam en indeling
De wetenschappelijke naam van de soort werd voor het eerst voorgesteld door Carl Linnaeus in 1758. Oorspronkelijk werd de wetenschappelijke naam Coluber getulus gebruikt. Later werd de soort toegekend aan de geslachten Herpetodryas, Ophibolus en Triaeniopholis.

## Uiterlijke kenmerken
De kleur is vanwege het grote verspreidingsgebied zo variabel dat deze niet eenvoudig beschreven kan worden; er zijn drie ondersoorten die ieder de kleuren van een andere slang imiteren, waaronder de koraalslangen (Micrurus). Zowel gevlekte exemplaren als exemplaren met lengtestrepen in plaats van banden komen voor en kleuren variëren van wit tot zwart, rood, geel; de determinatie van deze soort is moeilijk. Afhankelijk van de streek waarin de slang leeft kan het dier een lichaamslengte van ongeveer twee meter bereiken.

## Levenswijze
Deze soort is de bekendste van de koningsslangen en heeft voor een belangrijk deel andere slangen op het menu staan. De soort eet ook giftige soorten zoals ratelslangen. Ook eigen soortgenoten worden gegeten. De koningsslang is immuun voor slangengif, terwijl de slang zelf niet giftig is, want het is een wurgende slang. Ook knaagdieren, kikkers, vissen en hagedissen worden gegeten. Grotere of tegenstribbelende prooien worden eerst gewurgd. De gewone koningsslang eet ook weleens de eieren van vogels. De slang weet daarbij dankzij het uitstekende reukvermogen feilloos de rotte en onbevruchte exemplaren te mijden.
Deze soort is overdag actief, meestal alleen 's ochtends en in de namiddag. Tijdens hete zomers echter wordt 's nachts gejaagd en overdag geschuild. Het is voornamelijk een bodemdier dat over de grond kruipt of in een hinderlaag ligt te wachten; slechts af en toe klimt deze slang in een struik. Tevens is het ook een goede zwemmer. De gewone koningsslang kan in gevangenschap een leeftijd tot wel 24 jaar bereiken.
Bij de paring kruipt het mannetje op de rug van zijn partner en bijt zich in haar nek vast. Het legsel bestaat uit drie tot 24 eieren. Deze worden afgezet in de broeiwarmte van composterend plantenmateriaal of in een ondergronds hol. De pas uitgekomen jongen hebben een lichaamslengte van 30 tot 35 centimeter.

## Verspreiding en habitat

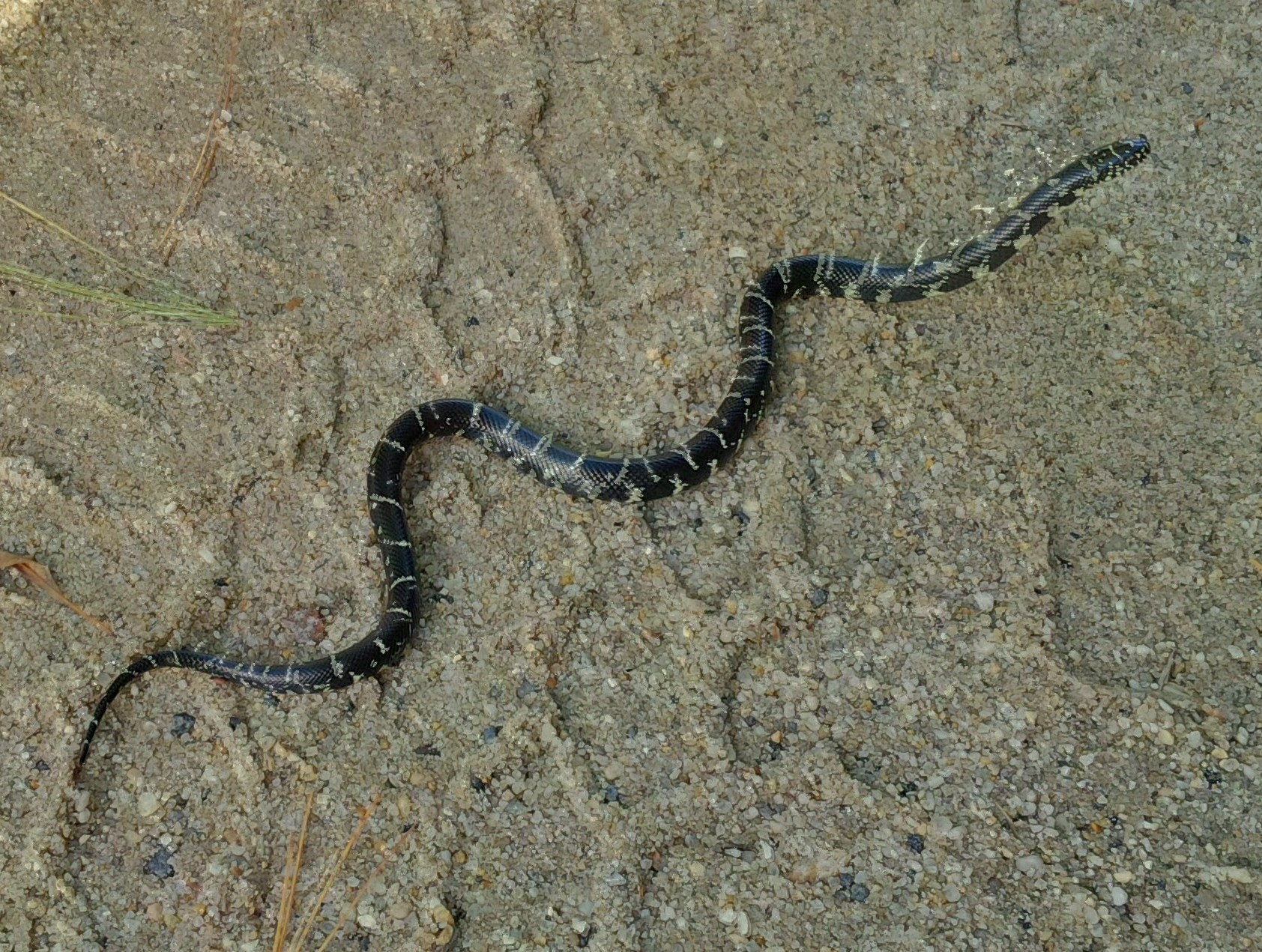
Een juveniel exemplaar.

De gewone koningsslang komt voor in de Verenigde Staten en is aangetroffen in de staten New Jersey, Delaware, Maryland, Virginia, North Carolina, South Carolina, Georgia, Louisiana, Florida, Alabama, Arizona en Oklahoma. De voormalige ondersoort Lampropeltis californiae komt ook voor in delen van Mexico, waardoor dit land wel als onderdeel van het verspreidingsgebied wordt vermeld.
De habitat bestaat uit gematigde en tropische tot subtropische vochtige bossen, savannen, scrubland, graslanden en moerassen. Ook in door de mens aangepaste streken zoals landelijke tuinen kan de slang worden aangetroffen. De soort is aangetroffen van zeeniveau tot op een hoogte van ongeveer 700 meter boven zeeniveau.

## In gevangenschap
De koningsslang werd soms gehouden als huisdier, maar dit is sinds kort in de Europese Unie verboden. Exemplaren die verworven werden voor augustus 2023 mogen tot het einde van hun leven bij hun eigenaar blijven.
De slang kan overleven in een droog rotsterrarium. Naast veel grondoppervlak (zand) moeten ze ook klimgelegenheid hebben in de vorm van stenen, stronken en bomen/takken. Daarbij moet er goed op worden gelet dat deze goed vast liggen en niet kunnen kantelen of vallen, zodat het geen schade kan berokken aan de slang. De klimmogelijkheden moeten ook een zonplaats kunnen bieden. De minimale grootte van het terrarium dat vereist is: 100 x 60 x 80 centimeter.
De terrarium moet ook worden voorzien van een grote waterbak, waarin ze zich baden. Dagelijks moet het water worden ververst met lauw water. Een keer per week kan er een vitaminepreparaat worden toegevoegd in deze waterbak. De ideale temperatuur dat de slang nodig heeft is overdag zo'n 25 - 35 °C en 's nachts vijftien tot twintig °C. Als voedsel kunnen knaagdieren worden aangeboden.

## Beschermingsstatus
Door de internationale natuurbeschermingsorganisatie IUCN is de beschermingsstatus 'veilig' toegewezen (Least Concern of LC).

## Invasieve uitheemse soort
Sinds augustus 2022 staat deze soort op de lijst van invasieve exoten die zorgwekkend zijn voor de Europese Unie. Dit betekent dat de koningsslang niet langer in de Europese Unie mag worden ingevoerd, vervoerd, gecommercialiseerd, gekweekt, gebruikt, uitgewisseld of vrijgelaten in de natuur. Bovendien mogen deze soorten niet langer worden gehouden, uitgezonderd in het geval van gezelschapsdieren die werden verworven tot 1 jaar na de opname van de soort op de Unielijst.
Onder de wetgeving vallen bijvoorbeeld de ondersoorten L. getula getula, L. getula californiae, L. getula nigrita, L. getula holbrooki, L. getula nigra en L. getula splendida. In de huidige taxonomische indeling komt dit overeen met de afzonderlijke soorten Lampropeltis getula, Lampropeltis californiae (zowel L. getula californiae als L. getula nigrita), Lampropeltis holbrooki, Lampropeltis nigra, en Lampropeltis splendida.
De gewone koningsslang is waargenomen in diverse EU-landen, maar tot op heden enkel gevestigd in Gran Canaria (Spanje), waar ze grote problemen veroorzaakt. Onder de huidige klimatologische omstandigheden zal de soort zich ook kunnen vestigen in een aantal mediterrane EU-lidstaten. Hoewel de soort zich voorlopig dus niet in België of Nederland kan vestigen, is uit solidariteit besloten om de soort op te nemen op de Unielijst. Dit zorgt ervoor dat de slang niet meer aangekocht kan worden binnen de Unie en zo via vrijheid van goederen toch in de medditerane lidstaten terechtkomt.